# Station Sijsele
Station Sijsele is een voormalig spoorwegstation langs spoorlijn 58 (Gent-Eeklo-Brugge) in Sijsele, een deelgemeente van de West-Vlaamse stad Damme. Vandaag de dag doet het voormalig stationsgebouw dienst als jeugdhuis.

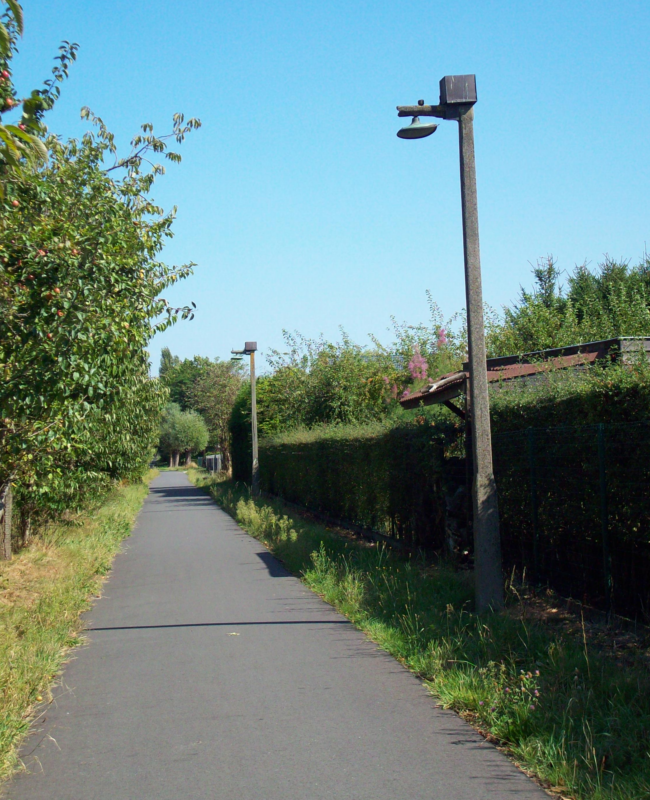
Voormalige spoorwegbedding vlak bij Station Sijsele (met authentieke lampen).
(Foto: 7 sep. 2009)

0,0: Gent-Sint-Pieters ·
1,3: Gentbrugge-Zuid ·
2,0: Gentbrugge ·
3,1: Gent-Heirnis ·
4,0: Gent-Dampoort ·
6,1: Gent-Muide ·
8,4: Wondelgem ·
9,1: Molenheide ·
10,9: Evergem ·
14,0: Sleidinge ·
16,0: Eeksken ·
17,8: Arisdonk ·
18,8: Waarschoot ·
22,7: Eeklo ·
23,9: Boelare ·
27,8: Balgerhoeke ·
29,9: Adegem ·
32,7: Maldegem ·
37,1: Donk ·
41,6: Sijsele ·
45,7: Assebroek ·
48,3: Steenbrugge ·
51,4: Brugge